# Анурута
Анурута або Ануратурат (лаос. ເຈົ້າອານຸຣຸດທະ; 1737 — 31 грудня 1819) — сьомий володар королівства Луанґпхабанґ.
Був четвертим сином короля Інтасома. 1768 року отримав посаду віцекороля при дворі свого брата Сотікакуммана. 1788 року він став заручником у Бангкоку разом з королем Суріньявонґом та іншими членами королівської родини. В лютому 1792 року Ануруті дозволили повернутись, і за чотири роки міжцарства в Луанґпхабанґу він був коронований. Однак невдовзі Ануруту звинуватили у зраді. Після того сіамський король Рама I дозволив королю В'єнтьяну Нантасену атакувати Луанґпхабанґ, у результаті чого Анурута був ув'язнений та знову вивезений до Бангкока. 1796 року після китайського вторгнення Ануруті дозволили повернутись до своєї столиці.
Помер у грудні 1819 року, після чого трон зайняв його син Мантатурат.